# موزه مد و پارچه پاریس
موزه مد و پارچه پاریس (فرانسوی: Musée de la mode et du textile) موزه‌ای بود که در کاخ لوور در خیابان ریوولی ، شماره ۱۰۷، در منطقه ۱ پاریس ، فرانسه قرار داشت. اکنون بخشی از موزه هنرهای تزئینی پاریس است. آثار این موزه، امروزه به صورت ادواری در نمایشگاه‌هایی در موزه‌های دیگر به نمایش گذاشته می‌شود.

## تاریخچه
پیشینه این موزه به سال ۱۹۰۵ می‌رسد، زمانی که موزه هنرهای تزئینی شروع به جمع آوری نمونه‌های برجسته‌ای از ابریشم، گلدوزی، پارچه‌های چاپ‌شده، البسه، پارچه توری، و پرده‌های نگارین کرد. در سال ۱۹۴۸، مجموعه دیگری از مد و منسوجات توسط اتحادیه هنری طراحی لباس فرانسه (به فرانسوی: Union Française des Arts du Costume)و با ابتکار تاریخ‌نگار لباس، فرانسوا بوشه، شروع به جمع‌آوری شد. این دو مجموعه در سال ۱۹۸۱ در هم ادغام و در سال ۱۹۸۶ به عنوان یک نهاد مستقل در موزه لوور برای عموم گشوده شد.

## مجموعه

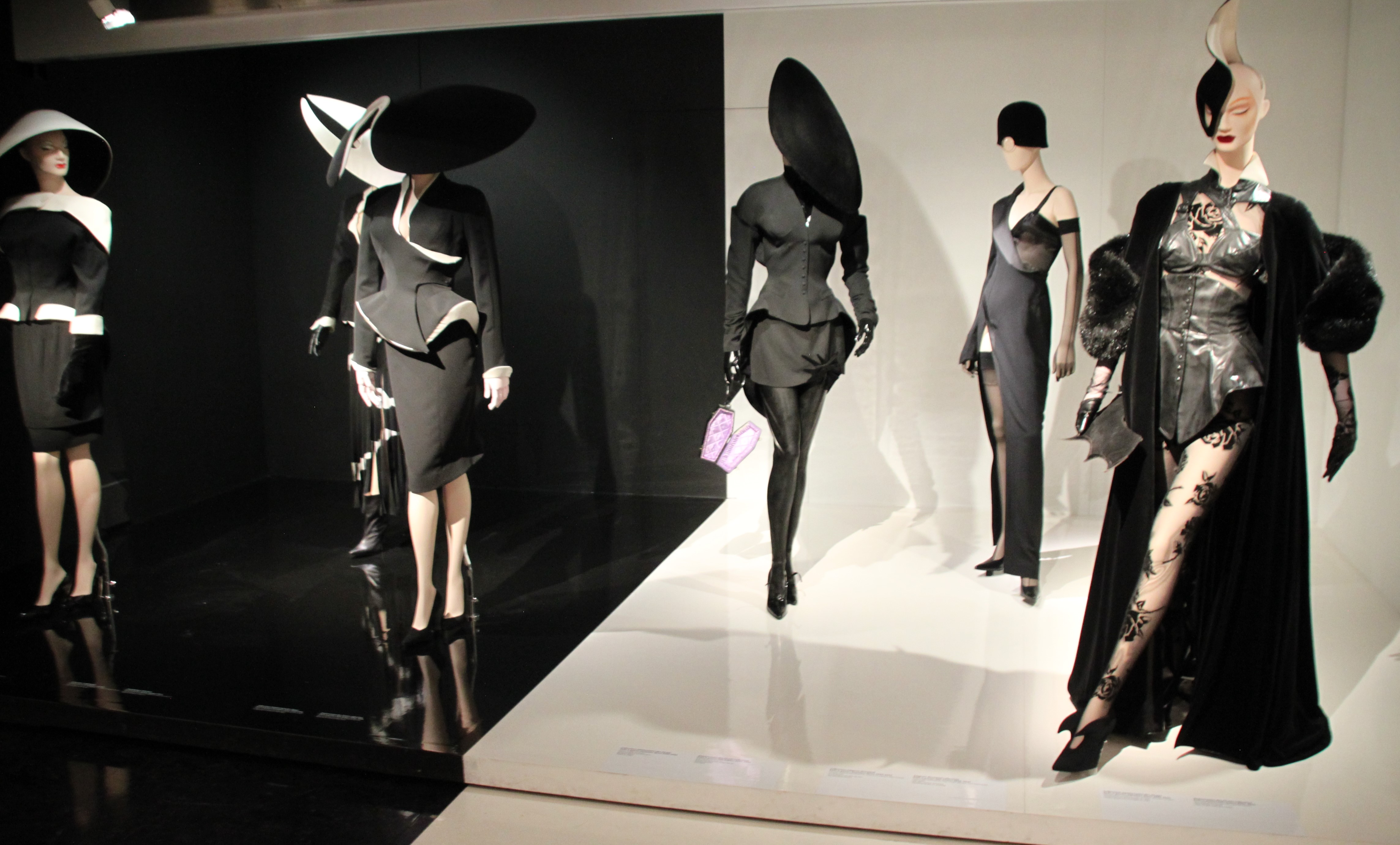
آثاری از تیری ماگلر در موزهٔ مد و پارچه پاریس.

این موزه مجموعه‌ای از بیش از ۸۱۰۰۰ اثر را نگهداری می‌کند که نشان‌دهنده تاریخ لباس از دوره سلطنت فرانسه تا به امروز (۱۶۰۰۰ لباس و ۳۵۰۰۰ لوازم جانبی مد) و منسوجات از قرن هفتم به بعد (۳۰۰۰۰ اثر) و همچنین نمونه‌هایی از طراحی داخلی است. مبلمان، اشیاء هنری، کاغذ دیواری،  پرده‌های نگارین، آثار هنری سرامیک، آبگینه و اسباب‌بازی از دوران قرون وسطی تا به امروز، از دیگر آثاری است که در این مجموعه نگهداری می‌شود.